# 창원반송초등학교
창원반송초등학교는 경상남도 창원시 성산구 반송로 133에 있는 공립 초등학교이다.